# Henri-Pierre Jacottet
Pour les articles homonymes, voir Jacottet.
Ne doit pas être confondu avec Henri Jaccottet (industriel).
Henri-Pierre Jacottet, né le 5 mars 1828 à Neuchâtel et mort le 5 octobre 1873 à Neuchâtel, est un avocat et notaire ayant également exercé les fonctions de membre du Conseil administratif (1854-1856) et du Conseil général de la bourgeoisie de Neuchâtel (dès 1856), député au Grand Conseil neuchâtelois (1855-1856 et 1859-1873), et de conseiller aux États (1864-1865). Il est surtout connu pour avoir été professeur de droit à la seconde Académie de Neuchâtel[Quoi ?] où il enseigne, de 1868 à 1873, la procédure pénale, le droit public fédéral et cantonal ainsi que la procédure civile. 
Son œuvre en deux volumes consacré au Droit civil neuchâtelois acquiert une grande notoriété après sa publication à titre posthume par son frère Paul en 1877 – 1879. 

## Formation
Henri-Pierre Jacottet a depuis ses plus jeunes années été un élève studieux, notamment lors de son passage au collège où l’on retiendra sa conscience au travail et ses capacités de mémorisation, ce qui lui vaudra d’être parmi les meilleurs de sa promotion.
En 1842, ses parents l’envoient à Köningsfelden pour apprendre l’allemand. Il revient ensuite au pays pour y étudier diverses matières, dont le droit, à la première Académie de Neuchâtel entre 1845 et 1847. Il y suivra notamment les cours de procédure civile de Georges-Auguste Matile. Ce dernier encense par ailleurs son élève en disant de lui qu’il était « régulier attentif, laborieux »,. Ce n’est pourtant pas le droit qui l’intéresse plus au début de ses études. Préférant l’histoire et la philosophie, il a également une attirance particulière pour la littérature et la poésie. Ce n’est qu’en 1848, que Jacottet se consacre au droit en s’expatriant à Heidelberg puis à Paris pour y continuer ses études,,.
Afin de s’initier à la pratique, il effectuera un stage dans une des études d’avocat-notaire les plus renommées du canton, celle de Delachaux à La Chaux-de-Fonds.

## Enseignement
Entre 1848 et 1864, Neuchâtel ne compte plus d’Académie, la première Académie n’ayant pas survécu à la Révolution de 1848. Pourtant, des cours privés de droit continuent d’être dispensés par différents avocats dont Henri-Pierre Jacottet. Le 25 mai 1866, une loi rétablissant l’Académie est promulguée ; une faculté de droit y est prévue malgré l’avis du conseil d’État qui jugeait l’enseignement du droit inutile, notamment car la profession d’avocat ne nécessitait pas l’obtention d’un grade et qu’il estimait que le nombre d’étudiants serait trop faible. Après diverses interventions du Conseil supérieur de l’Académie et du recteur auprès du Conseil d’État, il est décidé qu’une faculté sera ouverte à titre provisoire durant l’année académique 1867 – 1868. Jacottet y est nommé professeur de droit civil et de procédure civile, matières qu’il dispensera en collaboration avec Charles Lardy un autre avocat et docteur en droit. Lorsque la faculté est définitivement constituée, en novembre 1868, Henri-Pierre Jacottet y conserve ses cours de droit civil et de procédure civile et rajoute un cours de droit public fédéral et cantonal à son enseignement. Au décès d’Henri-Pierre Jacottet en 1873, c’est son frère Paul qui assurera l’enseignement du droit civil et de la procédure civile.
Il n’y a que peu de traces écrites des cours professés par Jacottet, ceux-ci n’ayant pas fait l’objet d’une publication par Jacottet lui-même. Toutefois, ses cours de droit civil neuchâtelois ont été publiés en deux volumes à titre posthume par son frère Paul en 1877 – 1879. C’est par la publication de ce document qu’Henri-Pierre Jacottet a acquis une importante notoriété dans le canton de Neuchâtel. Les notes de l’un de ses élèves, un certain H. Vouga, prises pendant l’année académique 1867 – 1868 ont également contribué à nous en apprendre plus sur le contenu de ses cours et à comprendre la procédure civile neuchâteloise telle qu’elle existait avant sa codification en 1878. Les notes de l’élève Vouga font état d’une « procédure coutumière écrite fidèle à la tradition, encadrée par les grands principes procéduraux comme l’interdiction de l’intervention d’office du juge et le contradictoire ».

## Projet Jacottet
Henri-Pierre Jacottet a largement contribué à la codification – relativement tardive – de la procédure civile neuchâteloise. Le Conseil d’État de Neuchâtel l’a mandaté, en 1869, afin qu’il rédige un projet de Code de procédure civile.Le projet établi par Jacottet traite de la procédure civile en plusieurs parties : une partie générale, consacrée aux principes généraux du procès et des parties consacrées à la procédure ordinaire, à la procédure d’appel et à la procédure devant les juges de paix. Il introduit également les notions de mesures provisionnelles et de demande reconventionnelle, véritables nouveautés quant à la procédure pratiquée jusque-là.
Dans le projet que Jacottet présentera au Grand Conseil en 1872, l’on ressent l’influence de Georges-Auguste Matile dont Henri-Pierre Jacottet avait suivi les cours au sein de la première Académie de Neuchâtel. Jacottet semble aussi s’être inspiré de la procédure civile de droit commun allemande dont il a appris les tenants et aboutissants alors qu’il était étudiant à Heidelberg. L’on y trouve également d’autres influences, comme en matière de preuves et de péremption d’instances pour lesquelles Jacottet a emprunté des principes au droit français ou encore en matière d’interrogatoire des parties où Jacottet s’est sans doute inspiré du droit français ainsi que du droit genevois. Enfin, l’on dénote également des similitudes entre le projet Jacottet et la Loi de procédure alors en vigueur à cette époque devant le Tribunal fédéral en matière civile et les autres codes de procédure cantonaux.
Jacottet meurt subitement en 1873. Son projet sera en grande partie repris par le Conseil d’État neuchâtelois – qui préfère toutefois renforcer le caractère oral de la procédure ainsi que le rôle du juge – et adopté en 1878. Les modifications apportées par le Conseil d’État ne convaincront toutefois pas et le code sera révisé en 1906 dans une version qui correspondait plus à celle qu’envisageait Jacottet.

## Liste des cours dispensés
Cours dispensés par Henri-Pierre Jacottet :
- Droit civil et droit des obligations : cours dispensé entre 1867 et 1873
- Procédure civile : cours dispensé entre 1868 et 1871
- Droit public fédéral et neuchâtelois : cours dispensé entre 1869 et 1873